# 栗原まあや
栗原 まあや（くりはら まあや、1987年1月9日 -）は、日本の元AV女優。

## 略歴・人物
2006年3月にAVデビュー。
現在は引退している。

## 出演作品

### アダルトビデオ
2006年
- ビージーン（3月7日、桃太郎映像出版） ※デビュー作
- ビージーン アウトテイクス（3月25日、桃太郎映像出版）他出演:桃瀬ゆうな、北沢亜美、水野美香、志保、折原まみ
- 新入生・栗原（4月7日、桃太郎映像出版）共演:北沢亜美
- 新任教師・北沢（4月7日、桃太郎映像出版）共演:北沢亜美
- ワイセツ（5月7日、桃太郎映像出版）
- 恥骨狩り 4（7月25日、オペラ）
- Mっ娘オナメイト 立て、飢えたる者よ!（8月25日、オペラ）
- プレミアデジタルモザイク Vol.010（9月7日、プレミアム）
- 桃の女子校生 2（10月28日、フリービジョン）他出演:田中美久 ほか
- 女子校生W連続絶頂（11月4日、タカラ映像）共演:清原りょう
- レイプ中出し レイプされて中出しされた8人のギャル（11月11日、隼エージェンシー）他出演:坂下ななえ、中島あいり、藤崎怜里、瀬咲るな、蒼月ひかり、はすみ、RIONA
- 近親相姦中出し 7人の近親中出し物語（11月19日、ミスター・インパクト）他出演:綾野みゆき、観月優、咲月ゆり、椎名りく、桜沢まひる、蒼月ひかり
- オナニスト -第15章-（12月10日、隼エージェンシー）他多数出演
- 女子校生強制中出し 11（12月10日、隼エージェンシー）他出演:香取衣菜、RIONA、鈴木ありさ、藤崎怜里、姫川りな、萩原陽奈子、宮澤愛菜、真鍋美奈

2007年
- フェラコレ2007冬SP（1月13日、隼エージェンシー）他多数出演
- キスマニア Vol.1（1月19日、ミスター・インパクト）他多数出演
- こだわりの手コキ 4時間SP 3 40人のハンドメイド（2月10日、隼エージェンシー）他39名出演
- S-Cute ex 06（3月8日、S-Cute）他出演:持田茜、美月遥、めぐみ
- PORNOGRAPH 22（4月7日、グラフィス）他出演:小倉ゆい、立花里子
- 巨乳レイプ4時間 第10章（4月12日、隼エージェンシー）他出演:美咲沙耶、南野優、中島あいり、SARINA、速水怜、木村那美、さとう和香、瀬崎るな、つゆの優、天咲めい、蒼月ひかり
- 若妻エプロン（5月5日、フリービジョン）他出演:茅ヶ崎ありさ
- 美脚中出し 4（5月12日、隼エージェンシー）他出演:山城美姫、灘ジュン、北崎未来、加藤ツバキ、春名えみ、城本久美、夏芽涼
- 断りきれない女たち 2（5月25日、モデスト）他出演:大沢佑香
- High School Rec（6月2日、フリービジョン）他出演:児玉しの、藤崎怜里、姫川りな
- 近親強姦 7 私たち、父や兄に無理やり犯されました（6月16日、隼エージェンシー）他出演:城本久美、加藤ツバキ、元木ひなよ、山城美姫、ひなの、美月りん、夏芽涼
- オナニスト [第17章] （6月16日、隼エージェンシー）他多数出演
- 犯られた人妻たち 第6章 中出しされる5人の人妻（6月22日、Nadeshiko）他出演:蒼月ひかり、優木さくら、葉月志保、夏芽涼
- フェラコレ2007夏SP（7月13日、隼エージェンシー）他多数出演
- S-Cute ex 10（8月9日、S-Cute）他多数出演
- こだわりの手コキ 4時間SP 5 30人のハンドメイド（8月11日、隼エージェンシー）他29名出演

2010年
- オペラ5周年記念DVD24時間6枚組（12月25日、オペラ）他多数出演

### テレビ番組
- 桃のふくらみ（MONDO TV）

## アダルトサイト
- S-Cute Short No.136 （S-Cute）
- S-Cute Short No.141 （S-Cute）
- S-Cute Short No.164 （S-Cute）
- S-Cute 4th No.56 （S-Cute）
- S-Cute 4th No.67 （S-Cute）
- S-Cute 4th No.72 （S-Cute）
- S-Cute 4th No.80 （S-Cute）
- PORNOGRAPH DRESSGRAPH M78 （PORNOGRAPH）

## 電子書籍

### デジタル写真集
- 初脱ぎ!! （2006年2月23日、pad inc.,）
- 初脱ぎ!! （2006年2月23日、pad inc.,）…共演:北沢亜美
- ザ・撮影現場 （2006年11月16日、pad inc.,）